# Eva Isanta
Eva Isanta Foncuberta (Ceuta, 19 de junio de 1971) es una actriz española conocida por interpretar a Beatriz Villarejo en la serie de televisión Aquí no hay quien viva y a Maite Figueroa en La que se avecina. En el año 2019, formó parte del panel de jueces de la cuarta temporada de Got Talent España, el talent show de Telecinco.

## Biografía
Siendo muy pequeña sus padres se trasladaron a la localidad de Getafe en Madrid. Realizó sus primeros estudios en el colegio Jesús Nazareno de Getafe. Sus primeros pasos en el mundo de la interpretación fueron como aficionada a los 15 años, en la compañía Ático Teatro de Getafe bajo la dirección de Eusebio Luna. Tras haber recibido un premio en un certamen, decidió estudiar Arte Dramático. Así pues, con su determinación, compaginó los estudios de Imagen y Sonido con el arte de interpretar en la Escuela de Cristina Rota.
El debut oficial de la actriz, se produjo el 31 de octubre de 1990 en la cervantina y madrileña localidad de Alcalá de Henares. Aquella noche, personificó en Don Juan Tenorio a doña Inés, junto a Luis Merlo, quien interpretó a Don Juan. En 1991 y durante más de un año Eva Isanta se metió en la piel de Sara, uno de los personajes protagonistas de la obra teatral 321, 322 de Ana Diosdado. De nuevo compartió cartel con Luis Merlo, además de María Luisa Merlo y Manuel Tejada. En 1997 Eva Isanta volvió al teatro con la función Magnolias de acero, de Robert Harling y dirigida por Ricard Reguant. Más tarde, y de la mano de este director, Eva Isanta tuvo la oportunidad de convertirse en la «chica mala» de la película, un personaje vital y enérgico, en la obra Asesino (2000), junto a Ramón Langa y Paca Gabaldón.
Pero entremedias Eva Isanta tuvo la ocasión de hacer incursiones en televisión. Farmacia de guardia, una serie que marcó un hito en la televisión española, le ofreció ser Isabel, la hija mayor de Concha Cuetos y Carlos Larrañaga, y quizá este haya sido el papel que más popularidad le ha dado hasta su llegada a Aquí no hay quien viva. Posteriormente, Eva Isanta trabajó con la actriz catalana Rosa María Sardà en Villa Rosaura, y en Colegio Mayor junto a Jorge Sanz, interpretando a Irene, su novia.
También el cine ha llamado a las puertas de Eva Isanta. En 1994, participó en ¡Por fin solos!, donde estuvo acompañada por Alfredo Landa, Amparo Larrañaga, Juan Luis Galiardo y Luis Merlo, entre otros. Dos años más tarde, junto a Paul Naschy, José María Caffarel y Amparo Muñoz, encarnó a Kinga Daninsky en Licántropo, el asesino de la luna llena. Tiempo después, bajo la dirección de César Vallejo de Castro, Eva Isanta protagonizó los cortometrajes El dolor y la lluvia y Amores circulares, este último, premiado con el máximo galardón del Latin Cinema Festival (Lacinemafe) de Nueva York.

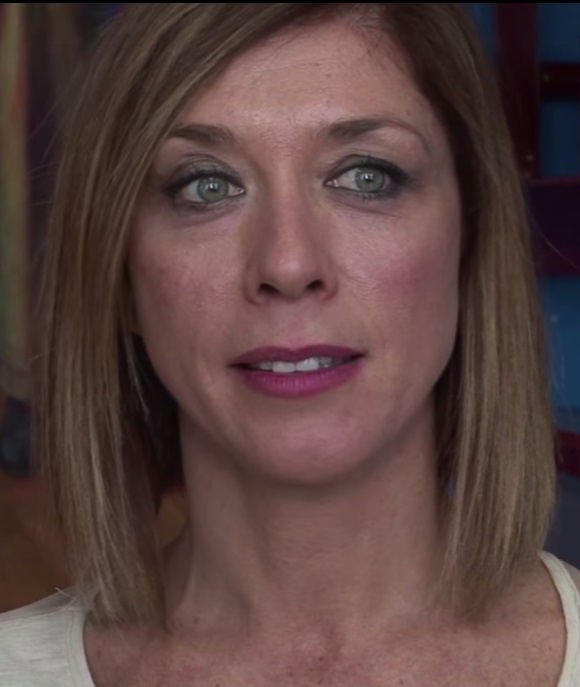
La actriz en 2015

Eva Isanta regresó al teatro en 2001 con La tentación vive arriba, dirigida por Verónica Forqué, convirtiéndose en Elena, personaje que en la pantalla grande interpretó Evelyn Keyes; esta obra cosechó críticas dispares y se convirtió en la representación teatral del año. Dirigida de nuevo por Verónica Forqué, intervino en la lectura dramatizada El caracol en el espejo, de Antonio Gala (2004). Sin embargo, la actriz no sólo se ha dedicado a interpretar, sino que también ha actuado como ayudante de dirección de Ricard Reguant (Misery, 1999) y Carles Sans (Familia, 2001) y también tuvo alguna colaboración menor en Vida y muerte de Pier Paolo Pasolini, de Roberto Cerdá. De este modo, llegamos a La Serrana de la Vera, bajo la dirección de María Ruiz, obra en la que colaboró en 2004, justo antes de recaer en la calle «Desengaño 21».
Pese a haber actuado en otras series y haber realizado apariciones esporádicas en televisión, Aquí no hay quien viva establece un punto y aparte en la vida profesional de Eva Isanta. El personaje de Bea le ha permitido ser candidata a los Premios de la Unión de Actores. Tras más de dos años interpretando a Bea, Eva Isanta se incorporó al reparto de la serie continuación de la anterior, La que se avecina, en la que, desde 2007, interpreta a Maite Figueroa, también conocida como «La Cuqui».
En los últimos años Eva Isanta ha compaginado su trabajo en televisión con el rodaje de algunos cortometrajes como Penalty (2005), de Ana Martínez; Cita en el Hotel (2010), de Gonzalo Baz; o Padres (2010), de Liz Lobato.
En 2011, y tras más de siete años, Eva se volvió a subir a las tablas con la comedia Venecia bajo la nieve del francés Gilles Dyrek, dirigida por Gabriel Olivares. En esta obra compartió escenario con Pablo Carbonell y Marina San José. La obra se estrenó el 5 de agosto de 2011 en la ciudad de Avilés con gran éxito de crítica y público y permaneció en la cartelera madrileña durante varios meses antes de iniciar una gira por distintos lugares de la geografía española. Posteriormente, ya en 2012 Eva Isanta vivió su primera experiencia en Microteatro con la "microfunción" Tacones Enanos escrita por Araceli Álvarez de Sotomayor (quien además fue compañera de escena de Eva en esta misma función) y dirigida por Eduardo Recabarren.
Además de los trabajos citados anteriormente, también ha llevado a cabo otros más alejados de la actuación, como pueda ser el de profesora en el talent show de Antena 3 Estudio de actores. Asimismo, ha dirigido el taller «Interpretación en el cine» de la III Semana de Cine Corto de Leganés y en julio de 2005 ofreció una clase magistral disertando acerca del tema «Los actores frente al guion de televisión», del curso de verano «Cómo escribir para televisión y acceder al mercado televisivo» de la Universidad de Córdoba.

## Filmografía

### Cine
- Por fin solos, de Antonio del Real (1994).
- Licántropo: el asesino de la luna llena; de Francisco Rodríguez Gordillo (1996).
- El dolor y la lluvia (cortometraje), de César Vallejo de Castro (2003).
- Amores circulares (cortometraje), de César Vallejo de Castro (2003).
- Penalty (cortometraje), de Ana Martínez (2005).
- Cita en el hotel (cortometraje), de Gonzalo Baz (2010).
- Padres (cortometraje), de Liz Lobato (2010).
- A todo tren. Destino Asturias de Santiago Segura (2021).

### Televisión
| Año             | Título                         | Cadena                  | Personaje               | Notas         |
| --------------- | ------------------------------ | ----------------------- | ----------------------- | ------------- |
| 1992 - 1995     | Farmacia de guardia            | Antena 3                | Isabel Segura Cano      | 16 episodios  |
| 1993            | Habitación 503                 | -                       |                         | 1 episodio    |
| 1994            | Villa Rosaura                  | La 1                    | Lolita                  | 9 episodios   |
| 1995            | Aquí hay negocio               | -                       |                         | 1 episodio    |
| 1995            | Colegio Mayor II               | Telemadrid              | Irene San Martín        | 21 episodios  |
| 1999            | Compañeros                     | Antena 3                | Gemma                   | 1 episodio    |
| 1999            | Petra Delicado                 | Telecinco               |                         | 1 episodio    |
| 2000            | Jacinto Durante, representante | La 1                    | María                   | 13 episodios  |
| 2002            | Hospital Central               | Telecinco               | Clara                   | 1 episodio    |
| 2002            | Desenlace                      | -                       |                         | 1 episodio    |
| 2003            | La vida de Rita                | La 1                    | Chincheta               | 1 episodio    |
| 2003            | Bichos raros                   | Antena 3                |                         | 1 episodio    |
| 2004 - 2006     | Aquí no hay quien viva         | Antena 3                | Beatriz "Bea" Villarejo | 74 episodios  |
| 2004            | Ana y los siete                | La 1                    | Invitada a la fiesta    | 1 episodio    |
| 2007 - presente | La que se avecina              | Telecinco / Prime Video | Maite Figueroa Espinosa | 191 episodios |
| 2016            | El hombre de tu vida           | La 1                    | Julieta Martín          | 1 episodio    |
| 2020 - 2021     | Mercado Central                | La 1                    | Gloria Suárez           | 71 episodios  |
| 2024            | Machos alfa                    | Netflix                 | Paqui                   | 1 episodio    |

### Programas de televisión

#### Como colaboradora
| Año  | Programa           | Canal     | Notas     |
| ---- | ------------------ | --------- | --------- |
| 2002 | Estudio de actores | Antena 3  | Profesora |
| 2019 | Got Talent España  | Telecinco | Jurado    |

#### Como invitada
| Año               | Programa                    | Canal     | Notas                                               |
| ----------------- | --------------------------- | --------- | --------------------------------------------------- |
| 2005; 2008 - 2015 | Pasapalabra                 | Telecinco | Invitada                                            |
| 2011; 2015        | ¡Qué tiempo tan feliz!      | Telecinco | Invitada                                            |
| 2017              | Mi casa es la tuya          | Telecinco | Invitada, junto con el reparto de La que se avecina |
| 2018; 2021        | ¡Atención obras!            | La 2      | Invitada                                            |
| 2019              | Gran Hermano Dúo            | Telecinco | Invitada, junto con Santi Millán                    |
| 2019              | Volverte a ver              | Telecinco | Invitada                                            |
| 2019              | El bribón                   | Cuatro    | Invitada, junto con Ernesto Sevilla                 |
| 2020              | Adivina qué hago esta noche | Cuatro    | Invitada                                            |
| 2020              | Como sapiens                | La 1      | Invitada                                            |
| 2021; 2024 - 2025 | Pasapalabra                 | Antena 3  | Invitada                                            |
| 2021              | La noche D                  | La 1      | Invitada                                            |
| 2023              | 25 palabras                 | Telecinco | Invitada                                            |
| 2023              | Tu cara me suena 10         | Antena 3  | Invitada                                            |

## Teatro
Actriz
(Lista incompleta)
- Don Juan de Alcalá: Don Juan Tenorio, de José Zorrilla; dirección de Francisco Ortuño (1990).
- Trescientos veintiuno, trescientos veintidós; escrita y dirigida por Ana Diosdado -dirigida temporalmente por Carlos Larrañaga- (1991).
- Magnolias de acero, de Robert Harling; dirección de Ricard Reguant (1997).
- Asesino, de Anthony Shaffer; dirección de Ricard Reguant (2001).
- La tentación vive arriba, de George Axelrod; dirección de Verónica Forqué (2001).
- Don Juan Tenorio, de José Zorrilla; dirección de María Ruiz (2002).
- El caracol en el espejo, de Antonio Gala; dirección de Verónica Forqué (2004) -lectura dramatizada-.
- La serrana de la Vera, de Luis Vélez de Guevara; dirección de María Ruiz (2004).
- Venecia bajo la nieve, de Gilles Dyrek; dirección de Gabriel Olivares (2011).
- Tacones enanos (Microteatro), de Araceli Álvarez de Sotomayor; dirección de Eduardo Recabarren (2012).
- La novia de papá, de Paloma Bravo; dirección de Joseph O'Curneen (2015).
- Ben-Hur, de Lewis Wallace, versión de Nancho Novo (2019).
- Trigo Sucio, de David Mamet, dirección de Juan Carlos Rubio (2020).
- Las que gritan de José María del Castillo (2024-presente)

Ayudante de dirección
- Misery, de Stephen King; dirección de Ricard Reguant (1999).
- Familia, de Fernando León de Aranoa; dirección y adaptación de Carles Sans (2001).

## Otros trabajos
- Dirección del taller «Interpretación en el cine» - III Semana de Cine Corto de Leganés (2003).
- Clase magistral «Los actores frente al guion de televisión» del curso de verano Cómo escribir para televisión y acceder al mercado televisivo, de la Universidad de Córdoba (2005).

## Premios
- Premio Festival MIM Series a la mejor interpretación femenina de comedia (2017).[7]
- Nominada para los Premios de la Unión de Actores como Mejor Actriz de Reparto por Aquí no hay quien viva (2005).
- Nominada a los premios "Entrada de Oro" como Mejor Actriz por Venecia bajo la nieve (2011).